# Langgöns
Langgöns este o comună din landul Hessa, Germania.
1. ↑  „Langgöns”, Langgöns, Gemeinsame Normdatei, accesat în 22 iulie 2023
2. ↑  Alle politisch selbständigen Gemeinden mit ausgewählten Merkmalen am 31.12.2018 (4. Quartal) (în germană), Statistisches Bundesamt[*], arhivat din original la 10 martie 2019, accesat în 10 martie 2019